# Lydia Yeamans Titus
Lydia Yeamans Titus (12 de diciembre de 1857-30 de diciembre de 1929) fue una cantante, bailarina, comediante y actriz de nacionalidad estadounidense, nacida en Australia, que tuvo una larga carrera en el vodevil y el cine siendo pionera en este género, apareciendo en al menos 132 películas entre 1911 y 1930.
Fue recordada en el escenario por su número Baby-Talk y una popular interpretación de la balada inglesa Sally in Our Alley por la cual, en agradecimiento, el rey Eduardo VII le regaló un broche de oro con las notas iniciales de la canción grabadas con diamantes.

## Primeros años
Lydia Yeamans nació frente a la costa del sureste de Australia durante un viaje de Sydney a Melbourne. Sus padres eran Edward "Ned" Yeamans (fallecido hacia 1866), un payaso de circo y comediante estadounidense de Nueva York, y Annie Griffiths (10 de noviembre de 1835 - 3 de marzo de 1912), una equestrienne australiana nacida en Gran Bretaña. Sus padres se casaron poco después de que Griffiths, que entonces tenía diecisiete o dieciocho años, se uniera al Rowe, un espectáculo de carpa estadounidense que entonces actuaba en Australia. A mediados de la década de 1860, su padre, su madre y su hermana pequeña, Jennie, se instalaron en San Francisco tras una gira circense que había abarcado Japón, China, Java y las Filipinas. Titus y su hermana menor Emily permanecieron en Sidney con sus abuelos y no volverían a ver a su madre y a su hermana durante casi una década. Ned Yeamans murió después de varias temporadas actuando en circos por todo el Oeste americano, dejando a Annie Yeamans para que siguiera lo que resultó ser una larga carrera en el vodevil y en el escenario legítimo.

Titus y sus hermanas, Emily (c. 1859 - 20 de febrero de 1892) y Jennie (16 de octubre de 1862 - 28 de noviembre de 1906), empezaron en el escenario como actrices infantiles, siendo Jennie la más popular durante sus primeros años. La carrera de Jennie se vio truncada a mediados de los cuarenta, a causa de la tuberculosis, mientras que Emily, que fue durante mucho tiempo actriz de la compañía de vodevil de Edward Harrigan, fue víctima de una persistente enfermedad pulmonar a la edad de 32 años.

## Teatro

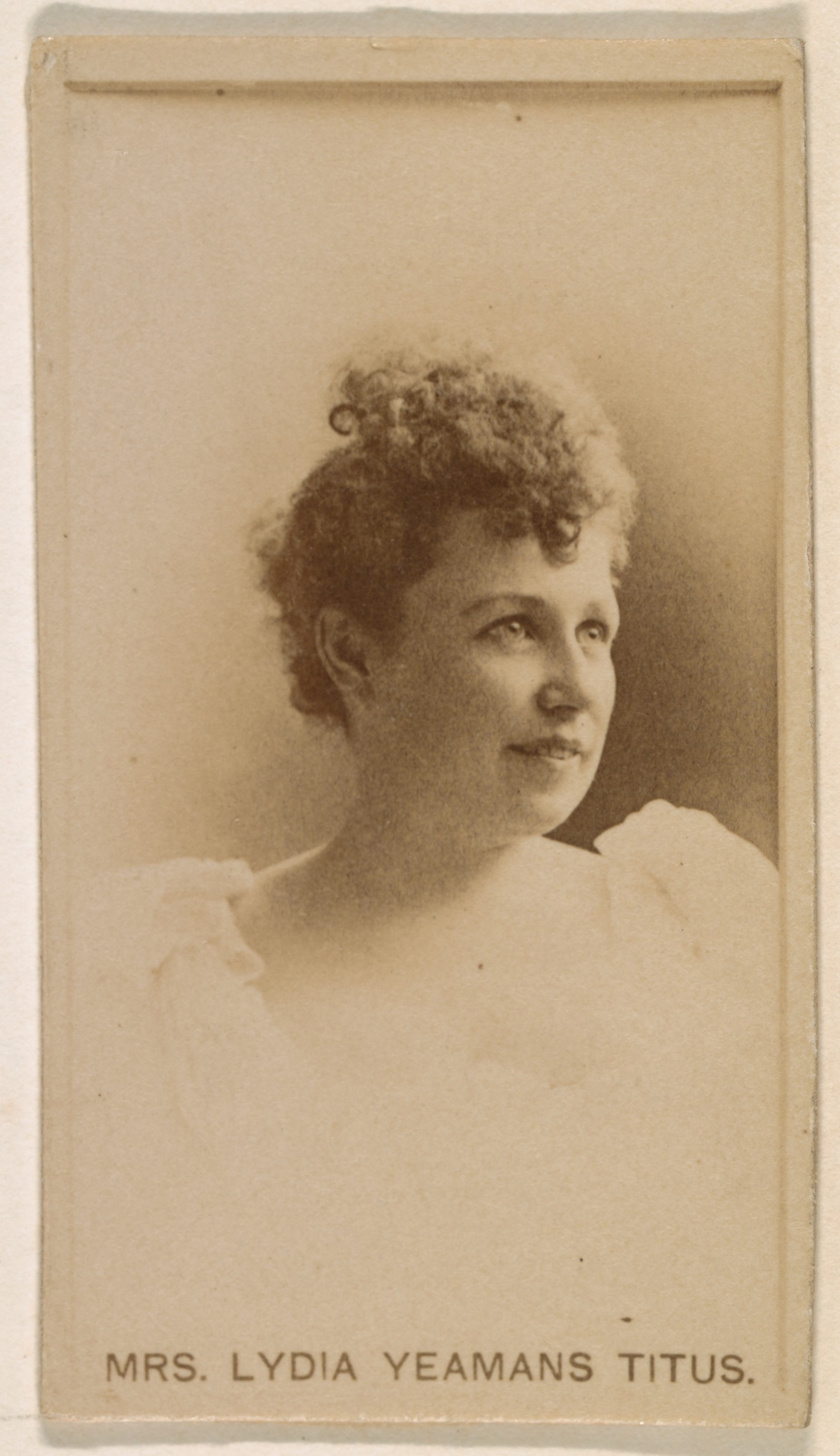
Mrs. Lydia Yeamans Titus, de la serie Actresses (N245) emitida por Kinney Brothers, 1890, Metropolitan Museum of Art

Titus comenzó su carrera en solitario en el otoño de 1875 como artista de canto y baile en la compañía de vodevil de Tony Pastor y a finales de la década de 1880 se presentaba como la "estrella lírica anglo-estadounidense". Durante este periodo se convirtió en un acto popular en el extranjero en giras por Gran Bretaña, Australia y Nueva Zelanda.
Como atracción de vodevil en 1900, Titus fue nombrado miembro honorario de la Logia de Alces en Buffalo, Nueva York. Más tarde fue nombrada miembro honorario de la logia de San Francisco. Sus imitaciones eran obras maestras del arte de la mímica que cautivaban al público con la personalidad que aportaba a cada producción teatral.
El único éxito vocal y musical lo consigue la señorita Lydia Yeamans, que canta "Sally in Our Alley" de forma tan encantadora que, en la noche de nuestra visita, obtuvo un triple bis, tan genuino, sincero y unánime, que parecía que el público estaba encantado de tener la oportunidad de demostrar lo mucho que podían apreciar cualquier cosa realmente buena.— Punch, 1887
La reaparición en la ciudad de Lydia Yeamans-Titus es siempre un asunto de interés, pues esta artista es invariablemente admirable, original y vivaz. Ella promete nuevas y espléndidas selecciones vocales, y su trabajo de comedia será, por supuesto, excelente.— The Tammany Times (1895)
En cuanto a las canciones que describen la vida de los niños, Lydia Yeamans Titus no tiene superior en el escenario contemporáneo. Es para la profesión del vodevil lo que James Whitcomb Riley es para la plataforma de conferencias. Sus interpretaciones de "Peggy Cline", "In May" y "Sally in Our Alley" son históricas en los anales del vodevil. Cobra fácilmente un sueldo de doscientos dólares a la semana.— Metropolitan Magazine, febrero de 1897
En junio de 1892, fue contratada para actuar en el Madison Square Garden de Nueva York. Antes de la primera función, su marido, el pianista Frederick J. Titus, se enfadó por el piano que el teatro había proporcionado para su actuación y por un problema con su ubicación en la tarjeta de facturación de la noche. Cuando el director del teatro no solucionó estos problemas, ambos se negaron a salir al escenario y abandonaron el teatro. Unos días más tarde, la actriz volvió sin su marido para pedir al director que les liberara de su contrato. A continuación se produjo una acalorada discusión en la que Titus golpeó al director varias veces con su paraguas, dejándole un corte debajo de un ojo. Se llamó a la policía y la actriz fue detenida, aunque posteriormente el director decidió no presentar cargos y Titus fue puesta en libertad.

## Cine
Titus comenzó su carrera cinematográfica en 1911 en Brooklyn, Nueva York con el cortometraje de Vitagraph Studios, Tale of Two Cities. A partir de 1915 apareció en películas producidas por Bison Motion Pictures, Oliver Morosco Photoplay y Universal Studios. En 1919 apoyó a Geraldine Farrar como Mamie Connors en The World and Its Woman, una historia sobre una campesina rusa (Farrar) que alcanza la fama como diva operística. En la película Titus cantó algunas de las canciones (aunque se trataba de una película muda) que interpretó para la realeza inglesa en la década de 1890.
La extensa filmografía de Titus abarca buena parte de la época del cine mudo y podría haber continuado en las películas sonoras si no hubiera muerto en 1929. Su última película fue la primera película sonora Lummox, que se estrenó unas semanas después de su muerte. Titus apoyó a algunas de las estrellas más conocidas y legendarias de Hollywood como Rudolph Valentino (A Society Sensation, 1918), Lon Chaney (El jorobado de Notre Dame), Ronald Colman (Tarnish, 1924) y Jackie Coogan (The Rag Man).
Colleen Moore escribió que una vez se gastó su sueldo en un abrigo de piel. Su director, Charles Brabin, le señaló a Titus en el plató y le dijo que había vivido una vida de lujo como querida del escenario londinense y que el rey Eduardo le había regalado un broche, pero que se había gastado todo su dinero y ahora se ganaba la vida con pequeños papeles y que estaba encantada de aceptar cualquier cosa. Moore captó la indirecta y devolvió el abrigo.

## Matrimonio
Estuvo casada con el actor y pianista Frederick J. Titus, que actuó como su acompañante y gerente de negocios. A veces se dice que estuvo casado anteriormente con la actriz Edna May, pero esto es incorrecto, ya que May estaba casada con el campeón estadounidense de ciclismo Frederick "Fred" J. Titus. Lydia Yeamans se casó con Titus hacia 1886. No tuvieron hijos.

## Muerte
Lydia Yeamans Titus murió en Los Ángeles el 30 de diciembre de 1929, a la edad de 72 años, tras sufrir un derrame cerebral. Al haber nacido en el mar, dispuso en su testamento que sus restos fueran enterrados en el mar. En consecuencia, tras sus funerales, sus cenizas fueron esparcidas sobre las olas del Océano Pacífico a lo largo de la Costa Sur de California. Titus enviudó en 1918.
Con la muerte de Lydia Yeamans Titus, Hollywood perdió uno de sus personajes más conocidos e interesantes.
La genial Sra. Titus había aparecido en innumerables películas y apoyado a la mayoría de las grandes estrellas. Pero sus últimos días, por muy interesantes que fueran, carecían del glamour de su carrera anterior, cuando era joven y hermosa. Fue Lydia Yeamens Titus quien hizo de Sally in Our Alley una de las canciones más famosas de una década pasada. El rey Eduardo VII de Inglaterra la escuchó cantar esa melodía favorita y le regaló un broche de oro con las primeras notas de la canción en diamantes.
Durante el apogeo de su prosperidad, la Sra. Titus donó 5.000 dólares al Actors' Fund para labores de ayuda. Fue con este fondo con el que fue atendida durante sus últimos días, junto con la ayuda de muchos amigos leales de Hollywood.— Photoplay Magazine, 1930

## Filmografía parcial
| - Jane (1915) - The Right to Be Happy (1916) - David Garrick (1916) - He Fell in Love with His Wife (1916) - High Speed (1917) - The Edge of the Law (1917) - The Birth of Patriotism (1917) - A Burglar for a Night (1918) - The Fear Woman (1919) - The Peace of Roaring River (1919) - The World and Its Woman (1919) - Nurse Marjorie (1920) - Go and Get It (1920) - Queenie (1921) - The Mad Marriage (1921) - The Concert (1921) - The Mistress of Shenstone (1921) - Beating the Game (1921) - Beau Revel (1921) - The Freeze-Out (1921) - The Invisible Power (1921) - Nobody's Fool (1921) - His Nibs (1921) | - A Girl's Desire (1922) - The Glory of Clementina (1922) - Two Kinds of Women (1922) - The Ghost Patrol (1923) - Tarnish (1924) - Big Timber (1924) - The Lullaby (1924) - In Fast Company (1924) - Young Ideas (1924) - The Fast Worker (1924) - Head Winds (1925) - Up the Ladder (1925) - The Arizona Romeo (1925) - Twinkletoes (1926) - Lure of the Night Club (1927) - Night Life (1927) - Heroes in Blue (1927) - The Water Hole (1928) - Sweet Sixteen (1928) - While the City Sleeps (1928) - Shanghai Lady (1929) - The Voice of the Storm (1929) - Lummox (1930) |